# Alan Gilbert
Pour les articles homonymes, voir Gilbert.
Alan Gilbert (né à New York, dans l'Upper West Side, le 23 février 1967) est un chef d'orchestre américain.

## Biographie
Son père, Michael Gilbert, a été violoniste de l'Orchestre philharmonique de New York, tandis que sa mère japonaise, Yoko Takebe, continue à jouer au sein de cet orchestre. Sa sœur, Jennifer Gilbert, est violon solo supersoliste à l'orchestre national de Lyon depuis 1999. Il a grandi dans le quartier Upper West Side de Manhattan et a suivi sa scolarité à la Ethical Culture Fieldston School (en). Alan Gilbert a étudié le violon et l'alto dans différentes institutions, à l'Université Harvard, l'Institut Curtis à Philadelphie et la Juilliard School à New York. Il est chef d'orchestre assistant à l'Opéra de Santa Fe de 1993 à 2003. En 1994, Alan Gilbert gagne le premier prix du Concours de Genève.
Alan Gilbert est nommé chef d'orchestre principal de l'Orchestre philharmonique royal de Stockholm en janvier 2000 ; il quittera cette fonction en 2008 et sera remplacé par Sakari Oramo. En 2001, il fait ses débuts de direction d'orchestre à l'Opéra de Sante Fe, avec Falstaff de Giuseppe Verdi et, en 2003, il quitte la fonction de chef d'orchestre assistant qu'il occupe dans cet opéra et en devient le 1er directeur musical. Son contrat initial expire à la fin de la saison 2006 et, en novembre 2006, il annonce prendre un congé sabbatique entre juin et août 2007 afin de se consacrer davantage à sa famille.
Sur le programme de la saison 2007 de l'opéra de Sante Fe, Alan Gilbert n'y est pas reporté comme directeur musical et, en mai 2007, cet opéra annonce que Gilbert a officiellement rompu son contrat.
Alan Gilbert a été le chef d'orchestre invité de nombreux orchestres symphoniques américains et, parmi eux, ceux de New York, Chicago, Saint-Louis, Atlanta, Boston, San Francisco, Los Angeles et Cleveland. Il l'a été également pour l'Orchestre symphonique de la NDR depuis 2004.
Le 18 juillet 2007, l'Orchestre philharmonique de New York annonce sa nomination comme directeur musical, à compter de la saison 2009-2010. Ses débuts avec cet orchestre, qu'il a déjà dirigé 31 fois, datent de 2001 et il sera le premier natif de New York à assumer cette fonction. Le 26 mars 2015, il crée avec cet orchestre la symphonie dramatique pour violon et orchestre « Scheherazade.2 » écrite par John Adams avec en soliste Leila Josefowicz.
Après son départ de l'orchestre philharmonique de New York, remplacé par Jaap van Zweden, il prend la tête de l'orchestre symphonique de la NDR en 2019.
Depuis 2021, il est le directeur  musical de l'Opéra royal de Stockholm  puis le 5 décembre 2022, il a reçu le titre de hovkapellmästare (maitre de la Chapelle royale) de l'orchestre de l'opéra, Kungliga Hovkapellet.

« Je suis profondément honoré et reconnaissant d'avoir été nommé Kapellmeister de la Cour par Sa Majesté le Roi. Mon travail musical en Suède me tient à cœur, et je suis très heureux de recevoir une telle reconnaissance pour les liens musicaux et personnels étroits que j'entretiens avec les merveilleux musiciens suédois. »

— Alan Gilbert , Déclaration 2021

## Source
- (en) Cet article est partiellement ou en totalité issu de l’article de Wikipédia en anglais intitulé « Alan Gilbert » (voir la liste des auteurs).